# Пратапгарх (Раджастхан)
Пратапгарх (англ. Pratapgarh, хинди प्रतापगढ़) — город в северо-западной части Индии, в штате Раджастхан, административный центр округа Пратапгарх.

## История
С момента основания, в 1689 году, и до 1948 года город являлся столицей одноимённого туземного княжества. В 1950 году Пратапгарх вошёл в состав новообразованного штата Раджастхан.

## География
Город находится в южной части Раджастхана, на высоте 490 метров над уровнем моря.
Пратапгарх расположен на расстоянии приблизительно 327 километров к юго-юго-западу (SSW) от Джайпура, административного центра штата и на расстоянии 560 километров к юго-юго-западу от Нью-Дели, столицы страны.

## Демография
По данным официальной переписи 2001 года, население составляло 35 422 человек, из которых мужчины составляли 52 %, женщины — соответственно 48 % . Уровень грамотности населения составлял 74 % (при среднем по Индии показателе 59,5 %).

Динамика численности населения города по годам:
| 1991   | 2001   | 2012   |
| ------ | ------ | ------ |
| 29 443 | 35 422 | 41 034 |